# Mendes
|  |

Mendes (Mendes (en griego antiguo: Μένδης, romanizado: Mendēs) es decir Djedet (en egipcio antiguo: 𓊽𓂧𓏏𓊖, Ḏdt), Per-Banebdjedet (en egipcio antiguo: 𓉐𓏤𓃝𓎟𓊽𓊽𓂧𓏏𓊖, Pr-Bꜣ-nb-Ḏdt y en árabe: تل الربع‎) fue una antigua ciudad egipcia en la zona del delta del Nilo  formaba parte del nomo de Mendes, del que era capital. El montículo en ruinas o tell de la ciudad se conoce como Tell el-Rub'a.que corresponde a la moderna Tell el-Ruba (o Tell al-Rub'a).
Su nombre egipcio era Per-Banebdyedet (que significa "El dominio del carnero, señor de Dyedet")  y era el centro del culto al carnero Ba, mencionado por Heródoto. Anteriormente la ciudad se llamaba Dyedet y el culto principal era a la diosa pez Hatmehyt. 

## Geografía
Mendes estaba situada en la parte centro-oriental del delta del Nilo, a lo largo de un brazo del estuario del Nilo. Este brazo era conocido por la ciudad como el brazo de Mendes. (Μενδήσιον στόμα, en latín: Mendesium ostium). La ciudad se construyó cerca del punto donde el brazo del estuario desembocaba en el lago Tanis.  La ciudad de Thmuis estaba a solo medio kilómetro de Mendes,  y las dos ciudades forman una especie de ciudad gemela en la historia. La ciudad ocupaba al menos dos colinas, pero muchos templos y monumentos probablemente se trasladaron a Pi-Ramsés. 

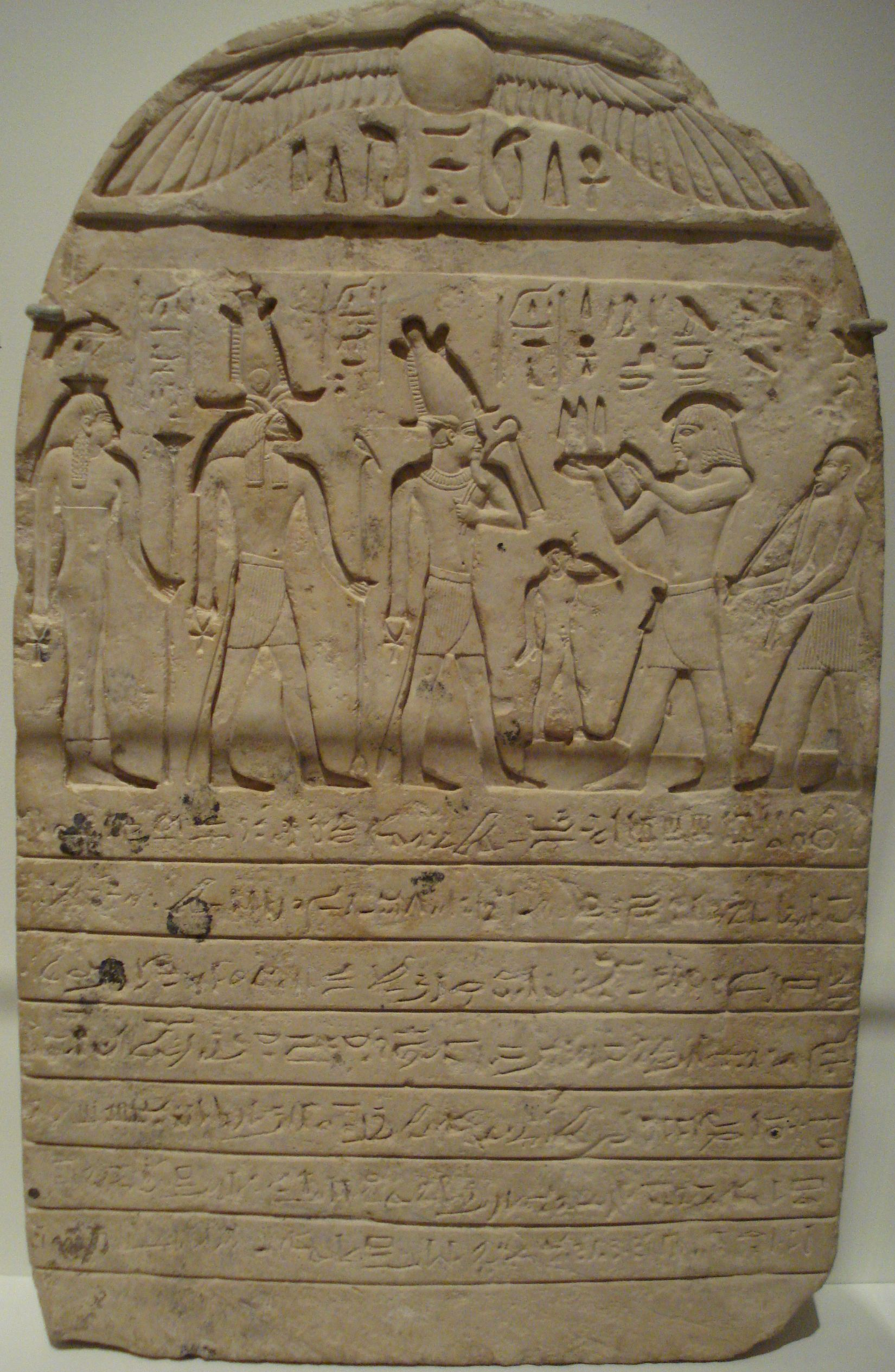
Estela encontrada en Mendes, c. 825-773 a. C. La inscripción dona tierras al templo y, al mismo tiempo, maldice a quienes hacen mal uso de ellas.

## Historia
Mendes fue una ciudad importante durante las dinastías faraónicas. Era el centro del culto a la figura de la cabra Banebdjedet o dios Mendes. Los griegos asociaban al dios con Pan. La ciudad también era conocida por la fabricación de perfumes. Plinio el Viejo menciona el perfume en latín como Mendesium unguentum.
años 600-200 a. C.  Fue capital durante un breve periodo de tiempo de la Dinastía XXIX, conocida como dinastía Mendesia, entre los años 399 y 379 a. C.  Mendes sufrió una gran devastación después de que los aqueménidas la conquistaran.
La ciudad decayó relativamente pronto, y desaparece de la historia en el siglo I d. C. Esto se refleja, entre otras cosas, en el hecho de que Claudio Ptolomeo y Elio Arístides citan a Thmuis de Mendesios nomos como la única ciudad importante de su época. Se cree que el emplazamiento de Mendes sufrió daños o se deterioró tras el cambio de curso del Nilo o el deterioro de los canales de la región en los años 400-300 a. C. o, como muy tarde, en el período helenístico. Cuando se restauraron los canales en el período romano, el núcleo de la ciudad pasó a la colina vecina donde estaba la ciudad de Anpet, que en griego se llamaba Thmuis, y que corresponde a la moderna Tell al-Timai, cerca de Tell el-Ruba, al noroeste de Al-Simbellawein., y se convirtió en el centro de comercio.
Fue  la capital del nomo XVI del Bajo Egipto en época del emperador Vespasiano. 

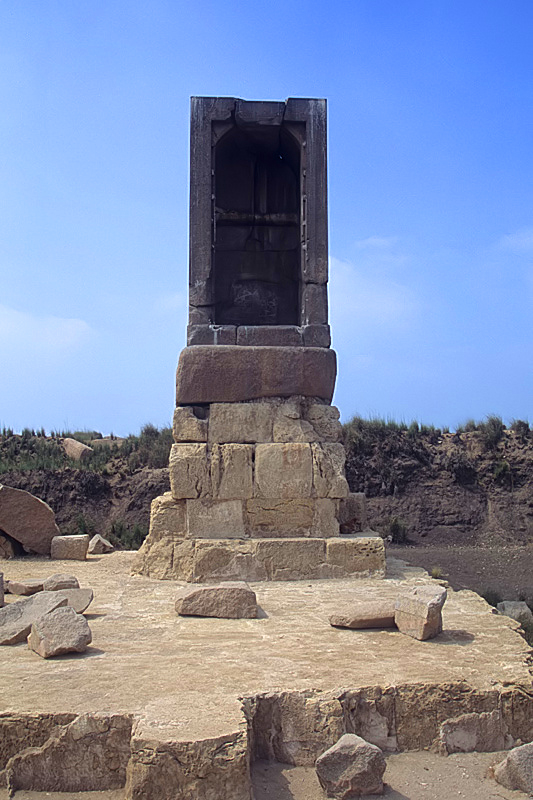
Restos arqueológicos encontrados en Tell el-Ruba.

## Restos arqueológicos
El emplazamiento de la ciudad fue excavado entre 1960 y 1981 y en la década de 1990 por arqueólogos estadounidenses y canadienses.
Había un templo dedicado al dios Banebdyedet, que, según las excavaciones, fue destruido por un incendio a finales del Imperio Antiguo, hacia el 2200 a. C. Entre los hallazgos se encuentran los restos de dos puertos y sus almacenes, y la tumba del primer faraón de la dinastía XXIX, Neferites I (r. 398-392 a. C.). En el borde del montículo del templo, un sondeo supervisado por Matthew J. Adams ha revelado una estratificación ininterrumpida desde el Imperio Medio hasta la Dinastía I. Los resultados de los sondeos sugieren que las futuras excavaciones en ese sondeo deberían llevar la estratificación hasta el periodo Buto-Maadi. El material excavado hasta ahora constituye ya la estratificación ininterrumpida más larga de todo el delta del Nilo y, posiblemente, de todo Egipto.

Se han encontrado algunas mastabas del Imperio Antiguo, algunos monumentos de tiempos de Ramsés II, Merenptah y Ramsés III, y un templo erigido por Amasis (sobre otro templo anterior) que fue consagrado a los dioses Ra, Osiris, Shu y Geb; este templo estaba formado por cuatro bloques monolíticos de los que sólo se conserva uno, de casi ocho metros, que corresponde al dios Shu, situado al sudoeste; el templo fue restaurado por Ptolomeo II Filadelfo. 
También se ha encontrado una necrópolis de carneros, enterrados en sarcófagos negros. 
Según fuentes árabes, en el siglo XV aún quedaban considerables ruinas.
| Dd | d · t | niwt |

| Dd | d · t | niwt |